# منطقه مرکز-غرب برزیل
منطقه مرکز-غرب برزیل (به پرتغالی: Central-West Region, Brazil) یک منطقه در برزیل است.

## خصوصیات
منطقه مرکز-غرب برزیل ۱٬۶۱۲٬۰۷۷٫۲ کیلومترمربع مساحت و ۱۳٬۰۴۰٬۲۴۶ نفر جمعیت دارد.